# Aeroportul Long Seridan
Aeroportul Long Seridan (IATA: ODN, ICAO: WBGI) este un aeroport din Sarawak, Malaysia ce deservește zona Long Seridan⁠(d). A fost numit după zona deservită.
Situat la o altitudine de 185 m, aeroportul dispune de o singură pistă. Este operat de Malaysia Airports⁠(d).